# Ilex spinigera
Ilex spinigera — вид квіткових рослин з родини падубових.

## Поширення
Ареал: пн. Іран, Північний Кавказ, Південний Кавказ.